# 胡晓棉
胡晓棉（1963年10月—），女，汉族，陕西高陵人，中国核物理工程技术专家，北京应用物理与计算数学研究所研究员、博士生导师，中国工程院院士。